# Stora Ryssetjärnen
Stora Ryssetjärnen är en sjö i Dals-Eds kommun i Dalsland och ingår i Göta älvs huvudavrinningsområde.